# Goo Ha-ra
Đây là một tên người Triều Tiên, họ là Goo.
Goo Ha-ra, (Hangul: 구하라, nghệ danh Hara, 3 tháng 1 năm 1991 – 24 tháng 11 năm 2019) là cố nữ ca sĩ, diễn viên và người mẫu Hàn Quốc. Cô được biết đến với vai trò thành viên của nhóm nhạc Kara được thành lập bởi DSP Entertainment từ năm 2008. Lúc sinh thời, Goo Ha-ra có biệt danh là Búp bê xứ Hàn.Thuở đầu, do ưu thế về ngoại hình lẫn tài năng nên sự nghiệp của Goo Ha-ra có thể coi là đã đạt được những thành tựu nhất định. Tuy nhiên, sau khi những ồn ào tình ái được các trang báo tiết lộ. Goo Ha-ra đã được chuẩn đoán là bị trầm cảm nặng và đã có nhiều hành vi cố ý tự kết liễu bản thân .
Ngày 24 tháng 11 năm 2019 lúc 18 giờ 9 phút, thi thể của Goo Ha-ra được phát hiện tại nhà riêng bởi quản lí riêng, nguyên nhân tử vong là do tự tử vì áp lực cuộc sống cùng với những tai tiếng trên mạng xã hội.

## Tiểu sử
Goo Ha-ra sinh ra và lớn lên tại Gwangju, Hàn Quốc. Trước khi debut cùng nhóm Kara, cô từng tham gia cuộc thi tuyển chọn thực tập sinh ưu tú của SM Town vào năm 2005. Năm 2007, cô lại tham gia cuộc thi tìm kiếm tài năng của công ty JYP Entertainment tuy nhiên cô đã không may mắn ở vòng loại.
Cô từng làm người mẫu cho một trang bán hàng trực tuyến, và được phát hiện sau khi bức ảnh chụp cô được đăng tải trên trang chủ của công ty DSP. Sau đó, cô đã được chọn làm thành viên của Kara và ra mắt năm 2008. Cô đã từng theo học Đại học nữ Sungshin.

## Sự nghiệp

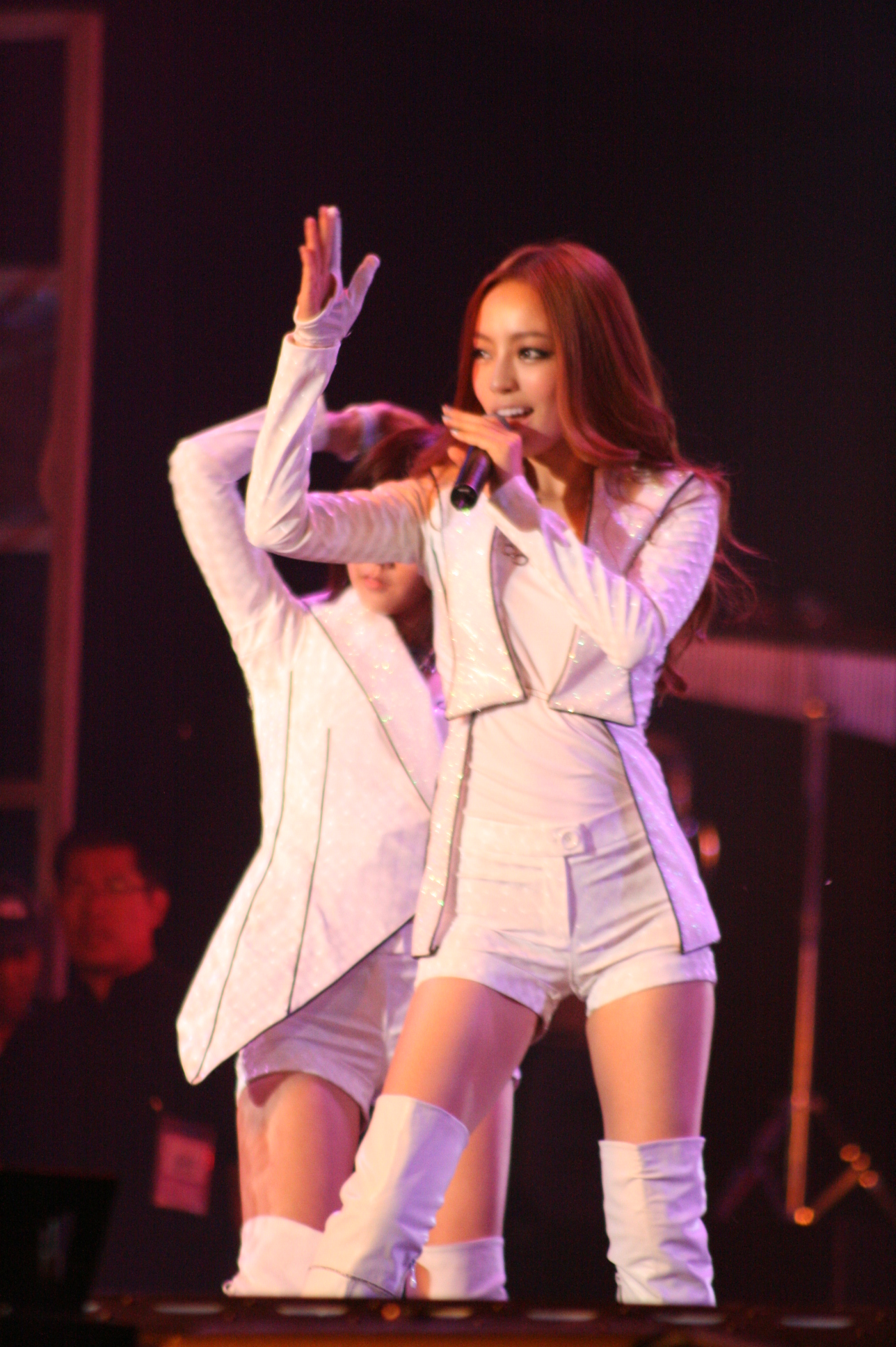
Goo Ha-ra biễu diễn tại Asia Song Festival 2010

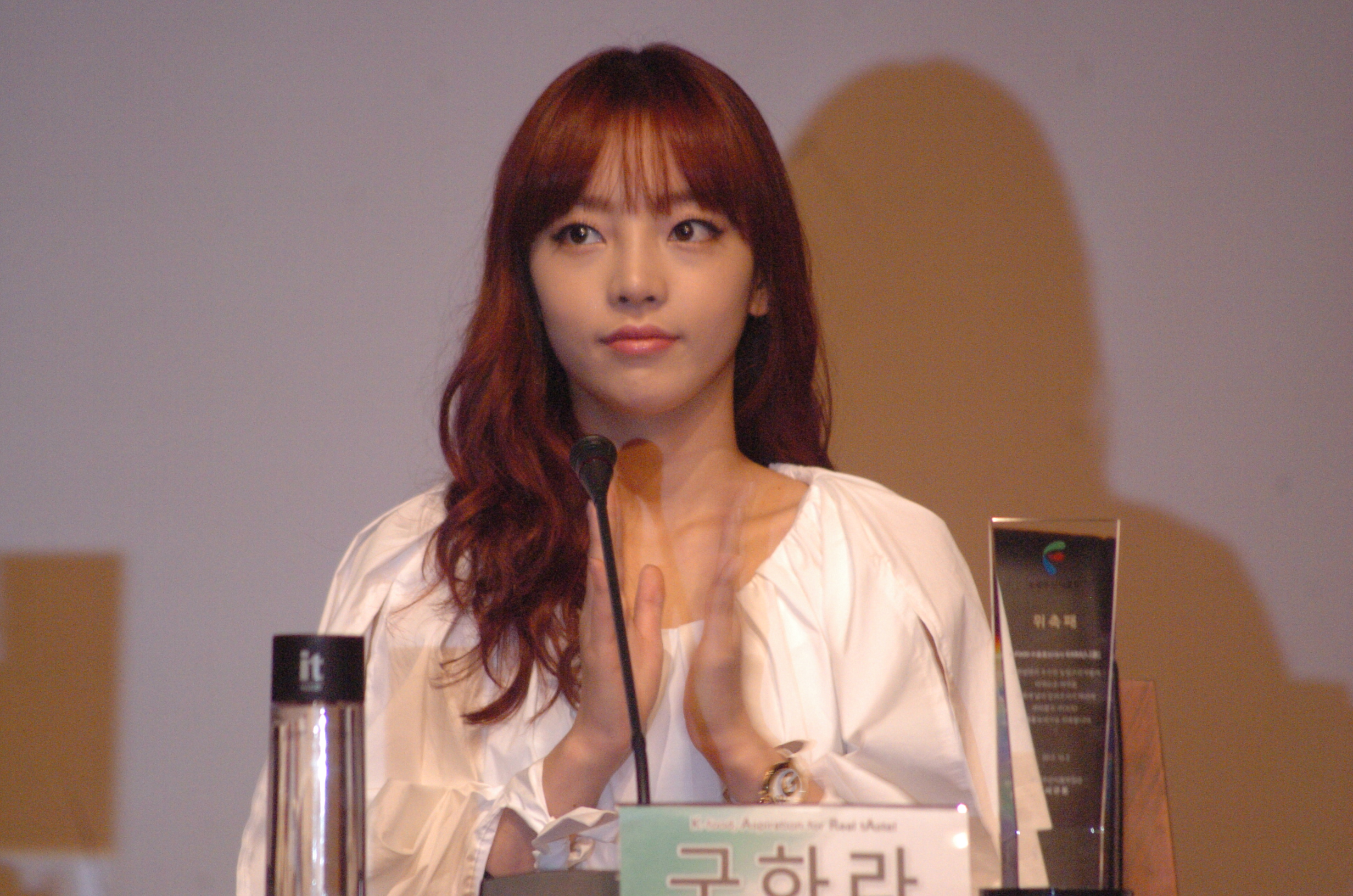
Goo Ha-ra tháng 9 năm 2012

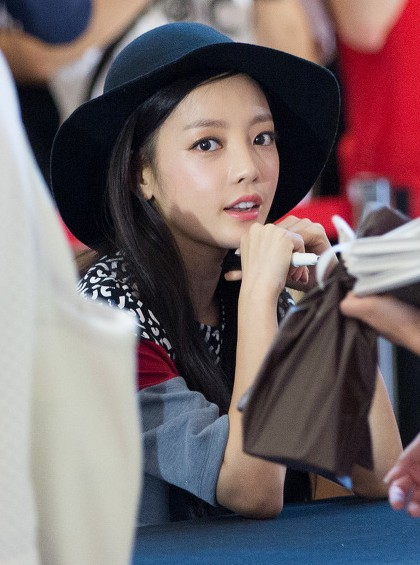
Goo Ha-ra tháng 8 năm 2014

### Phim ảnh
Vào cuối năm 2008, cô cùng với các thành viên trong nhóm xuất hiện trong một tập của sitcom That Person is Coming MBC, vào vai một nữ thủ lĩnh đầu gấu.
Tháng 10 năm 2009, cô tham gia chương trình truyền hình thực tế Invincible Youth (청춘불패) của KBS 2TV. Ngày 14 tháng 3 năm 2011, công ty DSP xác nhận Goo Ha-ra sẽ tham gia một vai phụ trong phim truyền hình City Hunter của SBS cùng Park Min Young, sau khi quay xong phim truyền hình Nhật Bản Urakara.
Goo Ha-ra không có công ty quản lý riêng tại Hàn Quốc, cô hoạt động tại Nhật Bản với chủ quản là Production Ogi.

### Scandal
Goo Ha-ra từng là một trong những nữ thần tượng được yêu thích nhất Kpop thuộc thế hệ thứ 2. Tuy nhiên, sự nghiệp của nhóm nhạc Kara đã bị chính cô hủy hoại vì scandal vô lễ tại chương trình Radio Star. Vấp phải luồng ý kiến chỉ trích mạnh mẽ của công chúng, Goo Ha-ra gần như không xuất hiện trên các chương trình truyền hình suốt thời gian dài sau đó.
Tại Nhật Bản, mặc dù  vẫn nhận được sự yêu mến từ công chúng nhưng scandal vẫn đeo bám cô. Ngày 26/6/2019, một tháng sau khi tự tử không thành, Goo Ha-ra gặp sự cố trang phục nghiêm trọng đang trình diễn ca khúc Mister tại chương trình Tokyo Music Festival 2019.

## Đời tư
Ngày 28 tháng 6, 2011, Cube Entertainment thông báo rằng Goo Ha-ra và Yong Jun Hyung của Beast đang hẹn hò. DSP Media còn tiết lộ thêm rằng: "Cả hai đang có tình cảm tốt đẹp, nhưng vẫn còn đang trong giai đoạn tìm hiểu nhau".
Ngày 27 tháng 3 năm 2013, DSP Media đưa ra thông báo: "Do lịch trình bận rộn của Kara tại Nhật Bản cho các chương trình biểu diễn quá nhiều, cặp đôi hiếm có thời gian để gặp nhau và duy trì tình cảm. Họ quyết định vẫn là những người bạn tốt trong ngành giải trí". Cube Entertainment cũng đưa ra thông báo tương tự: "Junhyung và Hara gần đây đã kết thúc mối quan hệ của họ. Cả hai sẽ tiếp tục vẫn là bạn tốt".
Bạn trai sau đó của Hara là Choi Jong Bum (một nhà tạo mẫu tóc), hai người hiện tại đã chia tay sau một scandal.
Goo Ha-ra cao 1,64 mét (5,4 ft) và nặng 43 kilôgam (95 lb).

## Qua đời và lễ tang
Vào ngày 26 tháng 5 năm 2019, Goo Ha-ra đã cố tự tử trong căn hộ của mình và ngay lập tức được đưa đến bệnh viện, sau đó cô xin lỗi người hâm mộ vì đã khiến họ lo lắng. Đến ngày 24 tháng 11 năm 2019, thi thể của cô được tìm thấy đã chết tại nhà riêng ở Cheongdam-dong, Gangnam. Một cuộc điều tra của cảnh sát về nguyên nhân cái chết của cô đã coi đó có thể là một vụ tự tử do áp lực cuộc sống. Cái chết của cô xảy ra chỉ hơn một tháng sau cái chết của Sulli (cựu thành viên nhóm f(x) và là bạn thân của Goo Ha-ra).Cũng bởi vì thế, nên một số giả thuyết đã được đưa ra cho rằng rất có thể bởi vì chính cái chết của Sulli Choi, cùng với căn bệnh trầm cảm nặng mà Goo Ha-ra đã mắc phải trước đó.Không thể chịu đựng được cú sốc mà cô đã tự tước đi mạng sống bản thân.
Sáng ngày 25 tháng 11 năm 2019, công ty quản lý Nhật Bản Production Ogi đưa ra thông báo sẽ tổ chức lễ viếng Goo Ha-ra kín đáo theo ý nguyện của gia đình. Lễ tang được tổ chức tại Nhà tang lễ Bệnh viện Severance thuộc Đại học Yonsei vào sáng ngày 25 tháng 11. Chỉ bạn bè và người thân Goo Hara tới viếng. Đối với người hâm mộ, công ty quản lý sắp xếp buổi viếng riêng tại Nhà tang lễ của bệnh viện St. Mary. Lễ viếng bắt đầu từ 15 giờ ngày 25 tháng 11 tới hết ngày 27 tháng 11. Hiện tại, cô đang được chôn cất tại nghĩa trang Sky Castle Memorial Park, thành phố Gwangju

## Điện ảnh

### Phim truyền hình

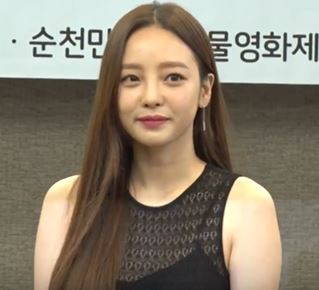
Goo Ha-ra năm 2018

| Năm  | Tiêu đề                | Kênh      | Ghi chú                                                             |
| ---- | ---------------------- | --------- | ------------------------------------------------------------------- |
| 2008 | The Person Is Coming   | MBC       | Băng nhóm nữ sinh, cùng với Park Gyuri, Nicole Jung và Kang Jiyoung |
| 2009 | Hero                   | MBC       | Khách mời                                                           |
| 2011 | URAKARA                | TV Tokyo  | Hara                                                                |
| 2011 | City Hunter            | SBS       | Choi Da Hye (con gái tổng thống)                                    |
| 2013 | Galileo 2              | Fuji TV   | Khách mời                                                           |
| 2014 | Secret Love            | DRAMAcube | Lee Hyun Jung                                                       |
| 2014 | It's Okay, That's Love | SBS       | Khách mời (tập 16)                                                  |

### Chương trình thực tế
| Năm  | Tiêu đề                                        | Kênh    | Ghi chú                                                                    |
| ---- | ---------------------------------------------- | ------- | -------------------------------------------------------------------------- |
| 2005 | KBS Documentary "Unwavered Dreams"             | KBS     |                                                                            |
| 2008 | Check it Girl Season 2                         | M.Net   | Cô gái thời trang                                                          |
| 2008 | Strange Casting – Mùa 2                        | M.Net   | 21 tháng 11 năm 2008 – 25 tháng 1 năm 2009                                 |
| 2008 | Star King                                      | SBS     | Tập 86                                                                     |
| 2009 | Strong Heart                                   | SBS     | Tập 2, 13, 14, 23, 24, 100, 101, 144, 145                                  |
| 2009 | Hunters                                        | MBC     | Với Lee Hwi-jae, Kim Hyun-joong, Shin Jung-hwan, Park Jun-gyu, Kim Tae-woo |
| 2009 | Invincible Youth                               | KBS     | 23 tháng 10 năm 2009 – 24 tháng 12 năm 2010                                |
| 2009 | Sunday Sunday Night                            | MBC     | 6 tháng 12 năm 2009 – 10 tháng 1 năm 2010                                  |
| 2010 | Running Man                                    | SBS     | Khách mời: tập 2,3,49 & 122                                                |
| 2011 | King of Idols                                  | SBS     | Tết âm lịch đặc biệt                                                       |
| 2012 | Invincible Youth Season 2                      | KBS     | Khách mời: tập 29                                                          |
| 2012 | Miss & Mister Idol Korea                       | MBC     | Chuseok đặc biệt                                                           |
| 2012 | Idol Crown Prince                              | KBS     | Chuseok đặc biệt                                                           |
| 2013 | I'm Your Substitute Angel                      | MBC     | MC: 11 tháng 3 năm 2013                                                    |
| 2013 | 2013 Idol Star Athletics-Archery Championships | MBC     | Bắn cung với Nicole Jung và Kang Jiyoung                                   |
| 2013 | Petorialist                                    | OnStyle |                                                                            |
| 2014 | Yoo Jae Suk's I Am A Man                       | KBS     | Khách mời với KARA                                                         |
| 2014 | Superman is Back                               | KBS     | MC đặc biệt: 7 tháng 9 năm 2014                                            |
| 2014 | Roommate Season 2                              | SBS     | Khách mời: tập 9                                                           |
| 2014 | ON & OFF: The Gossip                           | MBC     | Chương trình thực tế đầu tiên nói về cuộc sống của Hara                    |
| 2015 | A Style For You                                | KBS     | MC                                                                         |

### Dẫn chương trình
| Năm  | Tiêu đề                    | Kênh | Vai trò                                |
| ---- | -------------------------- | ---- | -------------------------------------- |
| 2011 | Dream Concert 2011         | KBS  | MC với Kim Heechul và Song Jongki      |
| 2011 | Show! Music Core           | MBC  | MC với Kim Hyun-joong và Han Seungyeon |
| 2011 | Seoul-Tokyo Music Fesival  | SBS  | MC với Park Gyuri.                     |
| 2012 | Inkigayo                   | SBS  | MC với Nicole Jung và IU               |
| 2012 | Korean Music Wave in Kobe  | MBC  | MC với Han Seungyeon và Hongki         |
| 2013 | Dream Concert 2013         | KBS  | MC với Onew và Doojoon                 |
| 2013 | KBS Entertainment Awards   | KBS  | MC                                     |
| 2014 | Hallyu Dream Festival 2014 | KBS  | MC với Seo Kang Joon và Dasom          |

## Giải thưởng
| Năm  | Giải                                           | Hạng mục         | Kết quả   |
| ---- | ---------------------------------------------- | ---------------- | --------- |
| 2010 | KBS Entertainment Awards: Best Female MC Award | Invincible Youth | Đoạt giải |
| 2011 | 5th Mnet 20's Choice Award: Hot Campus Girl    | N/A              | Đoạt giải |
| 2011 | SBS Drama Awards: New Star Award               | City Hunter      | Đoạt giải |